# Principe de Dirichlet
Ne doit pas être confondu avec principe des tiroirs.
En mathématiques, le principe de Dirichlet (en théorie du potentiel), dû au mathématicien allemand Lejeune Dirichlet, énonce l'existence d'une fonction u(x) solution de l'équation de Poisson
{\displaystyle \Delta u+f=0\,}
sur un domaine {\displaystyle \Omega } de {\displaystyle \mathbb {R} ^{n}} avec les conditions aux limites
{\displaystyle u=g{\text{ sur }}\partial \Omega ,\,}
et plus précisément qu'alors u minimise l'énergie de Dirichlet
{\displaystyle E[v(x)]=\int _{\Omega }\left({\frac {1}{2}}|\nabla v|^{2}-vf\right)\,\mathrm {d} x}
parmi toutes les fonctions deux fois différentiables {\displaystyle v} telles que {\displaystyle v=g} sur {\displaystyle \partial \Omega } (à condition qu'il existe au moins une fonction pour laquelle l'intégrale de Dirichlet soit finie).
Comme l'intégrale de Dirichlet est minorée, elle possède une borne inférieure. Le fait que cette borne inférieure soit atteinte fut admis par Riemann (qui donna à ce résultat d'existence le nom de principe de Dirichlet) et par d'autres, comme Gauss, jusqu'à ce que Weierstraß donne un exemple de fonctionnelle qui n'atteint pas sa borne inférieure ; par la suite, Hilbert devait justifier l'utilisation faite par Riemann du principe de Dirichlet dans le cadre de sa démonstration du théorème de l'application conforme.